# José Miaja
José Miaja Menant (Oviedo, 20 de abril de 1878 – Cidade do México, 14 de janeiro de 1958) foi um militar espanhol. Foi a pessoa chave na defesa de Madrid em Novembro e Dezembro de 1936, durante a Guerra Civil Espanhola. Combateu até o final da Guerra, após cujo final teve de partir para o exílio.

## Carreira militar
Ingressou na Academia de Infantaria de Toledo em 1896. Seu primeiro destino foi o Astúrias, desde onde solicitou translado a Melilha, em 1900, com 22 anos de idade.
Na guerra de Marrocos destacou-se reorganizando a linha em Sidi Musa e no assalto à baioneta de Talusit Baixo, sendo-lhe concedido o emprego de comandante de Infantaria por méritos de guerra.
Embora fosse considerado homem pouco afeiçoado à cultura, destacou-se como estudioso da língua árabe.

## Segunda República
Ascendido a geral em agosto de 1932, conferiu-lhe o comando da 2ª Brigada de Infantaria da Primeira Divisão Orgânica, aquartelada em Badajoz. Posteriormente, em 1932, o governo presidido por Diego Martínez Barrio outorgaria-lhe o comando da 1ª Brigada de Infantaria da Primeira Divisão Orgânica, de guarnição em Madrid.
Apesar do seu possível pertença à direitista União Militar Espanhola (UME), em 1935, durante o ministério de José María Gil Robles, é enviado para Lérida, um dos destinos afastados da capital que costumavam dar aos militares que não gozavam da plena confiança do governo. O motivo: má apresentação no desfile dos seus regimentos

## Eleições de 1936
Ao formar governo Manuel Azaña designou o general Masquelet como Ministro da Guerra, mas ao estar ausente chamou a Miaja para se encarregar de tal função, embora por pouco tempo. Voltou para a sua brigada e ocupou também a chefia da Primeira Divisão Orgânica por doença do seu intitular Virgilio Cabanellas.

## Guerra Civil
Em julho de 1936, ao começar a rebelião militar que terminaria na Guerra Civil Espanhola, estava no comando da 1ª Brigada de Infantaria da Primeira Divisão Orgânica, de guarnição em Madrid. Muitos dos seus subordinados estavam implicados na sublevação e, ele próprio, num primeiro momento, não adota uma atitude decidida, provavelmente pelo fato de a sua família estar na zona controlada pelos sublevados. Porém, decide permanecer leal ao governo e é designado ministro da Guerra no fugaz gabinete de Diego Martínez Barrio, na madrugada de 18 a 19 de julho de 1936. Não aceita o mesmo cargo no governo formado por José Giral.

### A coluna de Córdova
A 25 de julho de 1936 é nomeado Chefe de Operações do Sul, partindo a 28 de julho de Albacete no comando de uma força de 5 000 homens com a que chega às portas de Córdova, mas vacilou e a sua indecisão deu tempo para a atuação da aviação dos sublevados, sofrendo uma grande derrota a 5 de agosto.

### Defensor de Madrid
Teiras o insucesso é transladado a Valência, onde toma o comando da Terceira Divisão Orgânica. No fim de outubro volta para Madrid como chefe da Primeira Divisão Orgânica. Em novembro de 1936, ao evacuar o governo a capital frente da iminente chegada das tropas franquistas, foi designado presidente da Junta de Defesa de Madrid. Com o tenente-coronel Rojo como Chefe de Estado-Maior, logra deter o inimigo no rio Manzanares após feroces combates na Cidade Universitária, atingindo grande popularidade entre o povo madrilenho. Sem Miaja não se impediria a entrada de Franco em Madrid.
| “ | Quando as colunas africanas chegam às imediações da capital da Espanha, destaca-se a defesa da cidade que, ante este reduzido mas bom exército, realiza o general Miaja, a quem o Governo da República deixara à frente da Junta de Defesa de Madrid, com forças milicianas, de pequena capacidade operativa, duvidoso controlo e escassez de comandos profissionais. O trabalho de Miaja, difícil e bem feito, como o prova o resultado de que Madrid não fosse ocupado, ocasiona que sobre o esqueleto de defesa criado por ele e os seus assessores, entre os quais estava o seu Chefe de Estado-Maior, o Comandante Rojo, criara-se o Exército Popular, que combateria com crescente eficácia até ser derrotado, definitivamente, na batalha do Ebro. | ” |

### Guadalajara e Brunete
Comandante do Exército do Centro (fevereiro de 1937) e da Agrupação de Exércitos da zona Centro-Sul (abril de 1938), dirigiu as batalhas de Guadalajara e Brunete, sendo um dos militares republicanos com mais poder.
Após a captura de Biscaia e perante a iminência do ataque sobre Santander, a República lançou um ataque diversivo sobre Brunete, empregando dois corpos de exército, com 85 000 homens, 300 aviões e 220 peças de artilharia, todos sob o comando supremo de Miaja.

## O Consello Nacional de Defensa
No transcurso da guerra concentrou mais poder militar do que nenhum outro general republicano. Considerando que a negativa de Franco a aceitar negociações era devida à participação comunista no governo, Miaja não duvidou em secundar o golpe de Estado contra o governo de Juan Negrín, encabeçado pelo coronel Casado em março de 1939, presidindo o Conselho Nacional de Defensa que deslocou pela força o governo de Negrín do poder republicano, sem conseguir a "paz honrosa" que visavam.

## Exilado
A 26 de março de 1939 exilou-se embarcando em Gandía num barco britânico que o levou para Argélia, depois para França, e finalmente para o México, onde faleceu em 1958 com oitenta anos.